# Dragon 200
Dragon Data Ltd Dragon 200 (Dragon 200) је кућни рачунар, производ фирме Dragon Data Ltd који је почео да се израђује у Шпанији током 1984. године.
У суштини је био измјењена верзија модела Dragon 64 са другачијим кућиштем.
Користио је Motorola 6809E као централни микропроцесор а RAM меморија рачунара Dragon 200 је имала капацитет од 64 KB. 
Као оперативни систем кориштен је OS-9 (са опционом дискетном јединицом).

## Детаљни подаци
Детаљнији подаци о рачунару Dragon 200 су дати у табели испод.
|                       |                                                                          |
| [ 1 ]                 |                                                                          |
| Произвођач            |                                                                          |
| Тип                   | кућни рачунар                                                            |
| Меморија              | 64 KB                                                                    |
| Поријекло             | Шпанија                                                                  |
| Година                | 1984                                                                     |
| Тастатура             | пуни помак тастера 53 тастера (са шпанским знаковима у шпанској верзији) |
| Процесор              |                                                                          |
| Фреквенција процесора | 1                                                                        |
| RAM                   | 64 KB                                                                    |
| ROM                   | 16 KB                                                                    |
| Текст                 | 32 знакова x 16 линија                                                   |
| Графика               | 128 x 96 тачака (4 боја), 256 x 192 (2 боје)                             |
| Боја                  | 8                                                                        |
| Звук                  | 1 глас / 5 октава са BASIC командама                                     |
| Димензије             | непознато (слично као Dragon 64)                                         |
| Портови               |                                                                          |
| Оперативни систем     | (са опционом дискетном јединицом)                                        |